# Henri Jaspar
Henri Jaspar (Schaerbeek, 28 luglio 1870 – Bruxelles, 15 febbraio 1939) è stato un politico belga.
È stato Primo Ministro dal 20 maggio 1926 al 6 giugno 1931.